# Setermoen
Setermoen è un villaggio della Norvegia, situato nella municipalità di Bardu, nella contea di Troms.